# Janikowice, Condado de Cracovia
Janikowice [janikɔˈvit͡sɛ] es una aldea del distrito administrativo de Gmina Słomniki, dentro del condado de Cracovia, Voivodato de la Pequeña Polonia, en el sur de Polonia. Se encuentra aproximadamente a 7 kilómetros (4 mi) al noreste de Słomniki y 30 kilómetros (19 mi) al noreste de la capital regional, Cracovia.
El pueblo tiene una población de 181 habitantes. 